# Arrowtown
Arrowtown è una cittadina neozelandese di 3 060 abitanti situata nella regione dell'Otago sull'Isola del Sud della Nuova Zelanda.

## Storia
La cittadina si è sviluppata in seguito al ritrovamento di oro nel fiume Arrow nel 1862.